# Aphthonoides lesagei
Aphthonoides lesagei es un insecto coleóptero de la familia Chrysomelidae.
Fue descrita científicamente por primera vez en 1996 por Kimoto.